# أياكا كيمورا
أياكا كيمورا (باليابانية: 長手絢香؛ بالكانا: ながて あやか) هي تارينتو ومغنية وممثلة يابانية، ولدت في 30 أكتوبر 1981 في هيغاشينادا-كو في اليابان.

## وصلات خارجية
- الموقع الرسمي
- أياكا كيمورا على موقع ميوزك برينز (الإنجليزية)
- أياكا كيمورا على موقع ديسكوغز (الإنجليزية)
- أياكا كيمورا على موقع قاعدة بيانات الفيلم (الإنجليزية)